# Elecciones generales de Nueva Zelanda de 2026
Las elecciones generales de Nueva Zelanda de 2026 se realizarán para determinar la composición del 55.º Parlamento de Nueva Zelanda en 2026, después de que el 54.º Parlamento actualmente en funciones se disuelva o expire.

## Antecedentes
En las elecciones generales de 2023, el Partido Nacional, liderado por Christopher Luxon, obtuvo la mayoría relativa con el 38 % de los votos y formó un gobierno de coalición junto con ACT Nueva Zelanda y Nueva Zelanda Primero, desplazando al Partido Laborista de Chris Hipkins. La nueva administración asumió el 27 de noviembre de 2023, dando inicio al llamado Sexto Gobierno Nacional de Nueva Zelanda. Su programa se ha centrado en reformas económicas liberales, reducción del gasto público, revisión de los principios del Tratado de Waitangi y eliminación de organismos consultivos maoríes, lo que ha suscitado polémica y protestas por parte de las comunidades indígenas. Durante los primeros dos años de gobierno, la coalición enfrento una caída en su popularidad debido al estancamiento económico, la inflación persistente y divisiones internas, especialmente a raíz de la tramitación del denominado «Treaty Principles Bill», impulsado por ACT, y de las críticas del líder de Nueva Zelanda Primero, Winston Peters, tras abandonar en 2025 el cargo de vice primer ministro.
En paralelo, la Comisión de Representación inició en 2024 la revisión de las circunscripciones electorales con base en los resultados del censo de 2023. En su propuesta inicial, presentada en marzo de 2025, se plantea mantener las 16 circunscripciones de la Isla Sur y los siete distritos maoríes, mientras que las circunscripciones generales de la Isla Norte aumentarían a 48. La redistribución definitiva debe publicarse antes de agosto de 2025 y aplicará para las elecciones de 2026. Además, en 2022 el Parlamento había aprobado la Ley de la Opción Electoral Maorí, que permite a los electores de ascendencia maorí cambiar entre los padrones general y maorí en cualquier momento, lo que también podría afectar la configuración de los distritos y la composición del electorado.
Otro elemento relevante en el escenario político previo a 2026 es el debate sobre la posible extensión del mandato parlamentario de tres a cuatro años, una reforma que, de prosperar en el Parlamento, requeriría ser aprobada mediante referéndum, potencialmente coincidiendo con las elecciones generales. También está en discusión la posibilidad de someter a consulta popular otras reformas institucionales en la misma jornada electoral.

## Sistema electoral
Nueva Zelanda utiliza un sistema de votación proporcional de miembros mixtos (MMP) para elegir a la Cámara de Representantes. Cada votante obtiene dos votos, uno para un partido político (el voto del partido) y otro para un candidato local (el voto del electorado). Los partidos políticos que alcanzan el umbral (5% del voto del partido o un escaño del electorado) reciben escaños en la Cámara en proporción al porcentaje del voto del partido que reciben. 72 de los 120 escaños son ocupados por los diputados elegidos de los electorados, con el ganador en cada electorado determinado por el método de mayoría simple (es decir, la mayoría de los votos gana). Los 48 escaños restantes son ocupados por candidatos de la lista cerrada de cada partido. Si un partido gana más electorados que escaños a los que tiene derecho bajo el voto del partido, se produce un excedente; en este caso, la Cámara agregará asientos adicionales para cubrir el restante.
El partido político o bloque de partidos con la mayoría de los escaños en la Cámara forma el Gobierno. Desde la introducción del MMP en 1996, ningún partido había ganado suficientes votos para ganar una mayoría absoluta de escaños, hasta la victoria Laborista de las elecciones de 2020, que les dio 65 escaños. Cuando ningún partido ha comandado una mayoría, los partidos han tenido que negociar con otros partidos para formar un gobierno de coalición o un gobierno minoritario.
Con 120, o 121 escaños con un excedente de un escaño, un partido o coalición, como un gobierno minoritario con un acuerdo de confianza y suministro, requiere 61 escaños para una mayoría en el Parlamento. Con dos escaños adicionales salientes en el Parlamento, se necesitarían 62 escaños, pero esto solo ha sucedido una vez; en las elecciones de 2008. El Partido Maorí tenía dos escaños salientes en 2008, y uno en 2005 y 2011. Mientras que otros partidos han regresado al Parlamento con menos del 5% de los votos del partido al ganar un escaño electoral (por ejemplo, ACT en 2005, 2008, 2011, 2014 y 2017), esto no resultó en escaños salientes.

## Partidos políticos

### Formaciones con representación
A continuación se muestra una lista de los partidos y alianzas electorales. Las candidaturas aparecen enumeradas en orden descendente de escaños obtenidos en las anteriores elecciones. A su vez, los partidos, federaciones, coaliciones y agrupaciones que conforman el gobierno en el momento de las elecciones están sombreados en verde claro:
| Partido(s) | Partido(s) | Partido(s)                              | Ideología                 | Posición        | Líder                 | Líder             | Escaños en el Parlamento |
| ---------- | ---------- | --------------------------------------- | ------------------------- | --------------- | --------------------- | ----------------- | ------------------------ |
|            | NZNP       | Partido Nacional de Nueva Zelanda       | Conservadurismo           | Centroderecha   | Christopher Luxon     | Christopher Luxon | 48/122                   |
|            | NZLP       | Partido Laborista de Nueva Zelanda      | Socialdemocracia          | Centroizquierda | Chris Hipkins         | Chris Hipkins     | 34/122                   |
|            | Green      | Partido Verde de Aotearoa Nueva Zelanda | Política verde            | Izquierda       | Marama Davidson       | Chlöe Swarbrick   | 15/122                   |
|            | ACT        | ACT Nueva Zelanda                       | Liberalismo clásico       | Centroderecha   | David Seymour         | David Seymour     | 11/122                   |
|            | NZF        | Nueva Zelanda Primero                   | Nacionalismo              | Centro          | Winston Peters        | Winston Peters    | 8/122                    |
|            | TPM        | Partido Maorí                           | Derechos de los indígenas | Centroizquierda | Debbie Ngarewa-Packer | Rawiri Waititi    | 6/122                    |

### Formaciones sin representación
| Candidatura | Candidatura                                                     | Líder          | Ideología                 | Posición        |
| ----------- | --------------------------------------------------------------- | -------------- | ------------------------- | --------------- |
|             | El Partido de las Oportunidades (TOP)                           | Vacante        | Centrismo radical         | Centro          |
|             | NewZeal/ONE Party (NewZeal)                                     | Alfred Ngaro   | Conservadurismo           | Centroderecha   |
|             | Partido por la Legalización del Cannabis en Aotearoa (ALCP)     | Maki Herbert   | Legalización del Cannabis | Centro          |
|             | Partido de Aire Libre y Libertad de Nueva Zelanda (NZ Outdoors) | Sue Grey       | Ecologismo                | Centroizquierda |
|             | Visión Nueva Zelanda (Vision NZ)                                | Hannah Tamaki  | Fundamentalismo cristiano | Extrema derecha |
|             | Partido de Justicia Animal de Aotearoa, Nueva Zelanda (AJPANZ)  | Robert McNeil  | Derechos de los animales  | Centroizquierda |
|             | Nuevo Partido Conservador (NCP)                                 | Dieuwe de Boer | Conservadurismo           | Derecha         |
|             | Partido de los Derechos de las Mujeres (WRP)                    | Jill Ovens     | Transfobia                | Centro          |

## Encuestas
| Encuestadora              | Fecha                          | NZNP                      | NZLP | Green | ACT | NZF | TPM | Diferencia |  |  |  |
| ------------------------- | ------------------------------ | ------------------------- | ---- | ----- | --- | --- | --- | ---------- |  |  |  |
| Encuestadora              | Fecha                          | Elecciones generales 2026 | 2026 |       |     |     |     | Diferencia |  |  |  |
| Taxpayers' Union–Curia    | 2–6 Jul 2025                   | 42                        | 39   | 12    | 11  | 12  | 6   | 3          |  |  |  |
| Roy Morgan                | 26 May–22 Jun 2025             | 40                        | 36   | 14    | 14  | 10  | 6   | 4          |  |  |  |
| Taxpayers' Union–Curia    | 7–9 Jun 2025                   | 42                        | 44   | 10    | 12  | 8   | 6   | 6          |  |  |  |
| RNZ–Reid Research         | 23–30 de mayo de 2025          | 38                        | 42   | 14    | 8   | 11  | 7   | 4          |  |  |  |
| 1 News–Verian             | 24–28 de mayo de 2025          | 43                        | 37   | 15    | 10  | 10  | 6   | 6          |  |  |  |
| Roy Morgan                | 28 de abril–25 de mayo de 2025 | 40                        | 37   | 14    | 15  | 8   | 6   | 3          |  |  |  |
| Taxpayers' Union–Curia    | 30 de abril–4 de mayo de 2025  | 42                        | 41   | 11    | 12  | 9   | 6   | 1          |  |  |  |
| Roy Morgan                | 24 Mar–20 Abr 2025             | 39                        | 36   | 17    | 11  | 11  | 6   | 3          |  |  |  |
| 1 News–Verian             | 29 Mar–2 Abr 2025              | 44                        | 40   | 12    | 11  | 9   | 6   | 4          |  |  |  |
| Taxpayers' Union–Curia    | 29 Mar–1 Abr 2025              | 42                        | 37   | 14    | 13  | 9   | 6   | 5          |  |  |  |
| RNZ–Reid Research         | 21–27 Mar 2025                 | 41                        | 40   | 12    | 12  | 9   | 6   | 1          |  |  |  |
| Roy Morgan                | 24 Feb–23 Mar 2025             | 41                        | 35   | 18    | 10  | 9   | 7   | 6          |  |  |  |
| Talbot Mills              | 1–10 Mar 2025                  | 39                        | 43   | 13    | 12  | 8   | 6   | 4          |  |  |  |
| Taxpayers' Union–Curia    | 2–4 Mar 2025                   | 42                        | 42   | 12    | 10  | 6   | 8   | -          |  |  |  |
| Roy Morgan                | 27 Ene–23 Ene 2025             | 38                        | 36   | 20    | 14  | 8   | 6   | 2          |  |  |  |
| 1 News–Verian             | 3–7 Feb 2025                   | 43                        | 42   | 13    | 11  | 6   | 6   | 1          |  |  |  |
| Taxpayers' Union–Curia    | 2–4 Feb 2025                   | 39                        | 39   | 16    | 12  | 8   | 6   | -          |  |  |  |
| Talbot Mills              | 7–27 Ene 2025                  | 40                        | 42   | 15    | 11  | 6   | 6   | 2          |  |  |  |
| Roy Morgan                | 2–26 Ene 2025                  | 40                        | 36   | 14    | 11  | 11  | 8   | 4          |  |  |  |
| Taxpayers' Union–Curia    | 9–13 Ene 2025                  | 38                        | 39   | 12    | 14  | 10  | 7   | 1          |  |  |  |
| Elecciones generales 2023 | 14 Oct 2023                    | 48                        | 34   | 15    | 11  | 8   | 6   | 14         |  |  |  |